# Leopold von Ranke
Leopold von Ranke (21. prosince 1795, Wiehe, Sasko – 23. května 1886, Berlín) byl německý historik, jeden ze zakladatelů vědecké historiografie, založené na původních pramenech. Úkolem historie podle Ranka je popsat, „jak tomu skutečně bylo“ („wie es eigentlich gewesen ist").

## Život
Ranke se narodil v rodině protestantského pastora a studoval na slavném gymnáziu Schulpforta u Naumburgu, kde si zamiloval klasické autory. Roku 1814 se zapsal na univerzitu v Lipsku, kde studoval klasickou filologii a luterskou teologii. Jeho hlavní četbou byli Thúkydidés, Titus Livius, Immanuel Kant, Fichte, Schelling a Schlegel. Současná historická literatura, kterou pokládal za pouhé hromadění zpráv, ho příliš nezajímala. V letech 1817-1825 učil klasické jazyky na gymnáziu ve Frankfurtu nad Odrou a začal se zajímat o historii, protože ji chtěl postavit na pevnější základy a zároveň v ní hledal Boží vedení pro sebe.
Už jeho první kniha, Dějiny románských a germánských národů 1494 – 1514 (1824), překvapila šíří pramenů, které Ranke použil: paměti, deníky, státní dokumenty, diplomatické depeše i přímá svědectví současníků. Ranke chtěl v knize ukázat, že historická zkušenost severských („teutonských“) národů od dob stěhování národů přes křížové výpravy a období kolonizace byla v zásadě shodná se zkušeností národů „latinských“ a že společně vytvořily novověkou Evropu jako politický i duchovní celek. Z knihy pochází také slavná a často citovaná věta:
“Historie si brala za úkol soudit minulost a poučit současnost pro dobro budoucích věků. Tak vysoký nárok si tato kniha nečiní; snaží se pouze ukázat, jak tomu ve skutečnosti bylo (wie es eigentlich gewesen).“
O přesný smysl této věty se historikové dodnes přou, Ranke jej vysvětluje tak, že historik se může radovat z jednotlivostí, musí však hledat „posvátný hieroglyf“, stopu Božího vedení v dějinách, a mít otevřené oči pro to, co je v nich univerzální. Na základě úspěchu této knihy byl Ranke povolán na berlínskou univerzitu, kde byl vtažen do sporů mezi právním historikem von Savignym, který zdůrazňoval neredukovatelnou jedinečnost dějinných období, a následovníky Hegelovými, kteří celé dějiny chápali jako rozvíjení jediného příběhu. Ranke hájil stanovisko Savignyho a tvrdil, že „každá doba je Bohu stejně blízká“ a že například renesance není lepší než středověk, nýbrž pouze jiná.
Roku 1831 Ranke založil a redigoval konzervativní časopis Historisch-politische Zeitschrift, kde polemizoval s liberalismem a varoval před revolucí. V souladu se svým přesvědčením Ranke prostudoval rozsáhlý Benátský archiv zahraniční politiky pro 16. a 17. století a v letech 1834-1836 vydal dílo Římští papežové, jejich církev a jejich stát v 16. a 17. století, kde mimo jiné vytvořil pojem „protireformace“ a vytvořil živé obrazy tehdejších papežů, Ignáce z Loyoly a mnoha dalších. Britský katolický historik Lord Acton soudil, že je to nejlepší a nejobjektivnější kniha o renesančním papežství.
V letech 1845-1847 vyšly jeho Německé dějiny v období reformace a 1849 Devět knih pruských dějin, kde sledoval historii rodiny Hohenzollernů od středověku po Bedřicha Velikého. Roku 1865 byl Ranke povýšen do šlechtického stavu, od roku 1882 byl pruským tajným radou a od roku 1885 čestným občanem Berlína. Roku 1884 byl zvolen prvním čestným členem Americké historické asociace. Po svém penzionování roku 1871 psal Ranke o různých tématech, o Francouzské revoluci, o Albrechtovi z Valdštejna, o anglických, španělských a pruských dějinách, zejména v raném novověku. Roku 1880 se pustil do široce koncipovaných Světových dějin, které stačil dopsat jen do 12. století, jeho žáci je však z jeho poznámek dovedli až do roku 1453 a vydali ve 12 svazcích.
Pro historiografii 19. století byl Ranke velkou autoritou a velmi ji ovlivnil. S jeho pojetím historie nepřímo polemizoval Nietzsche ve druhé z Nečasových úvah (1874) a v průběhu 20. století se objevili kritikové, kteří Rankovi vytýkali, že podcenil význam myšlenek a celkových konceptů a naopak si dostatečně neuvědomil, že historik je nutně člověkem své doby a že přinejmenším kladením otázek a výběrem materiálu vždycky vnáší do historie své vlastní hledisko (Fernand Braudel).

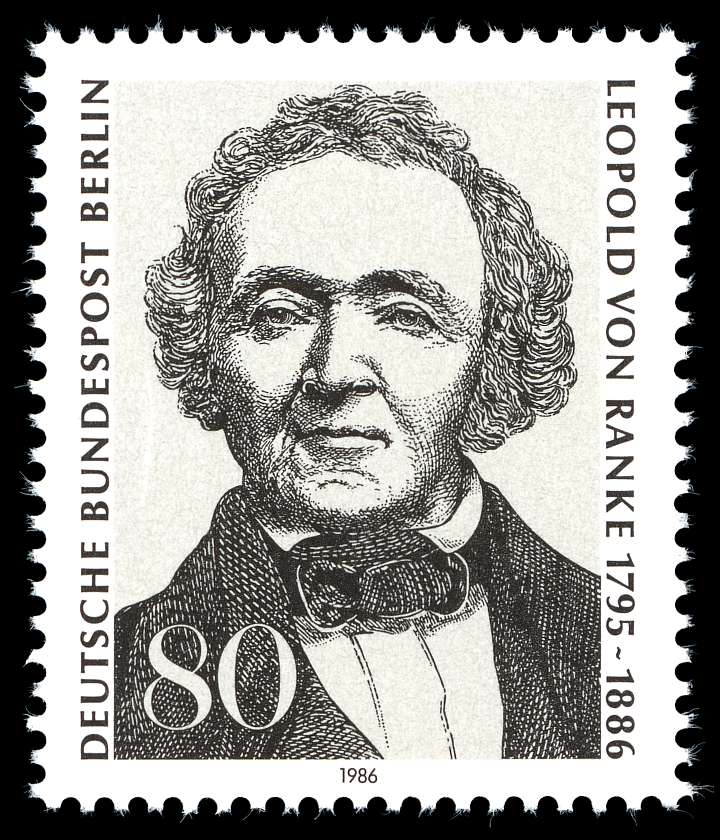
Leopold von Ranke (Německá známka, 1986)